# かわむらはるな
かわむら はるな (7月10日 - ) は、日本のフリーアナウンサー、歌手、タレント。北海道札幌市出身。

## 人物
北海道札幌旭丘高校時代に声優・林原めぐみに憧れ演劇部を立ち上げる。
藤女子大学では英語ミュージカルサークルに所属。サークルの先輩である片岡香澄の誘いでフリーアナウンサーとなる。子供向けキャラクターショーのMCのかたわら、ミュージカル時代の仲間である松山裕美とともにピアノとボーカルのユニット「はるなとひろみ」として活動を行った後2011年に解散しソロでの音楽活動を行う。また「北海道唯一の歌のお姉さん」を自称し子供向けの音楽イベントも展開する。
コスメコンシェルジュ、日本化粧品検定1級、日本ビール検定2級の民間資格を取得。
ディズニーが大好きであるとともに尊敬しており、年に2〜3回は北海道からディズニーリゾートに遊びに行っている。

## ディスコグラフィ

### シングル
| 枚 | 発売日        | タイトル            |
| -- | ------------- | ------------------- |
| 1  | 2012年7月12日 | 目覚める            |
| 2  | 2013年8月23日 | キラリ              |
| 3  | 2013年8月23日 | ふたり              |
| 4  | 2015年8月20日 | ユメイロセカイ      |
| 5  | 2018年7月10日 | なっとうパラだいず! |

### デジタルシングル
| 発売日        | タイトル             |
| ------------- | -------------------- |
| 2015年9月1日  | ユメイロセカイ       |
| 2015年11月1日 | そらと太陽のうた     |
| 2016年1月28日 | キラリ (2015ver)     |
| 2016年7月20日 | なっとうパラだいず！ |

## テレビ出演
- めざまし北海道 おはよう!山田です。(2008年10月 - 2009年3月 北海道文化放送)
- けいざいナビ北海道(2010年9月 - 2011年3月 テレビ北海道)
- 早おき!てれび めざまし北海道(2011年10月 - 2014年3月 北海道文化放送)
- hometownさっぽろ(2011年7月 - 2013年12月 J:COM札幌)
- 金曜ブランチ(2014年6月 - 北海道放送) リポーター
- ディリーニュース(2015年11月 - 2016年9月 J:COM札幌)
- 快適！ドキドキライフ(2016年10月 - 2024年3月 北海道放送)
- グッチーな!(2022年4月 - 北海道放送) リポーター